# W85 (核弾頭)
W85は、アメリカ合衆国が開発・運用していた核弾頭。アメリカ陸軍のMGM-31 パーシング II弾道ミサイル搭載の弾頭として開発したものである。

## 概要
MGM-31 パーシング II ミサイルは、1973年より開発が開始されており、それに搭載する核弾頭として軟目標攻撃用のW85と硬化目標攻撃用のW86が検討された。W86は、MGM-31 パーシング II ミサイルが硬化目標攻撃任務から外されることに伴い開発中止となり、MGM-31 パーシング IIにはW85のみが搭載されることとなった。
W85の外形は直径13インチ、長さ42インチの円筒形であり、W86と同じくB61の派生型であった。核出力は可変威力型で5-80kt。信管は触発および空中爆発用。1983年-1986年にかけて120発が生産された。中距離核戦力全廃条約に伴い、1991年までにMGM-31 パーシング II ミサイルが廃棄されると、W85も配備から外され、弾頭内の核物質はB61用に再利用された。